# Província de Tomás Barrón

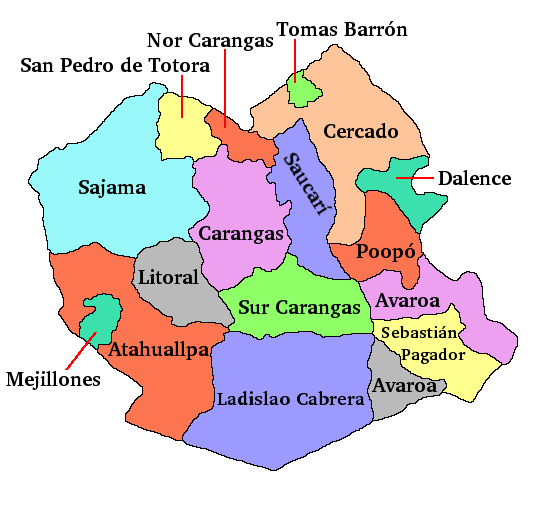
Les províncies del Departament d'Oruro.

La província de Tomás Barrón és una de les 16 províncies del Departament d'Oruro, a Bolívia. La seva capital és Eucaliptus.